# Gateavisa
Gateavisa (с норв. — «уличная газета») — анархистский журнал. Впервые был выпущен анархистским коллективом в 1970 году в здании по адресу Hjelmsgate 3 в Осло и посвящен антиавторитарным темам. В период своего расцвета в начале 1980-х годов выпуск журнала, в котором рассматривался украденный мусор двух кандидатов в премьер-министры, был продан тиражом более 20 000 экземпляров. В 2020 году вышла книга, посвященная 50-летию журнала.

## История
Gateavisa был впервые издан в здании по адресу Hjelmsgate 3 в 1970 году и представлял собой анархистский журнал, выходивший ежемесячно. В состав редакции входил антрополог Томас Хюлланд Эриксен. Антиавторитарный журнал сначала освещал оккультизм и мистику, затем изменил свою направленность.
Вдохновлённый «Богемой Кристиании», сюрреализмом, дадаизмом и экзистенциализмом, на пике своего развития в конце 1970-х — начале 1980-х годов журнал имел больший тираж, чем Klassekampen и Ny Tid. У журнала было от 4 000 до 5 000 подписчиков, а заключённые получали его бесплатно. Все редакторы работали на добровольной основе, а журнал рано поддержал такие вопросы, как права геев и легализация каннабиса.
В Gateavisa публиковались работы Кристофера Нильсена, Стига Сетербаккена и Мерете Линдстрём. Журнал приобрёл известность в 1981 году, когда опубликовал статью о ворованном мусоре двух кандидатов в премьер-министры Норвегии — Гру Харлем Брунтланн и Коре Виллока. Этот номер разошелся тиражом более 20 000 экземпляров.
В 1987—1988 годах журнал был известен под названием «Гласность» (норв. Glasnost). В 2020 году в честь 50-летия журнала была опубликована книга «Alt mulig fra Gateavisa, 1970—1986» («Все возможное от Gateavisa, 1970—1986»).